# Кад зора заруди
Кад зора заруди  је дуетска плоча Томе Здравковића из 1967. године коју је снимио са Милином Стефановић.